# Irina Embrich
Irina Embrich z d. Zamkovaja (ros. Ирина Замковая, Irina Zamkowa; ur. 12 lipca 1980 w Tallinnie) – estońska szpadzistka pochodzenia rosyjskiego, złota medalistka olimpijska i pięciokrotna medalistka mistrzostw świata.

## Kariera sportowa
Podczas igrzysk olimpijskich w Rio de Janeiro w 2016 roku była czwarta drużynowo, a w rywalizacji indywidualnej zajęła dziesiąte miejsce. Na igrzyskach olimpijskich w Tokio wspólnie z Katriną Lehis, Eriką Kirpu i Julią Beljajevą wywalczyła złoty medal w zawodach drużynowych. W zawodach indywidualnych tym razem nie wystartowała.
Na mistrzostwach świata w Lizbonie w 2002 roku wspólnie z koleżankami z reprezentacji wywalczyła srebrny medal drużynowo. Podczas rozgrywanych cztery lata później mistrzostw świata w Turynie zajęła drugie miejsce indywidualnie, przegrywając w finale z Węgierką Tímeą Nagy. Na mistrzostwach świata w Petersburgu w 2007 roku indywidualnie była trzecia, plasując się za Niemką Brittą Heidemann i Chinką Li Na. Kolejny medal zdobyła na mistrzostwach świata w Kazaniu w 2014 roku, razem z Beljajevą, Kirpu i Kristiną Kuusk zajmując drugie miejsce drużynowo. W tym samym składzie Estonki zdobyły również złoty medal podczas mistrzostw świata w Lipsku w 2017 roku. 
Podczas rozgrywanych w 2015 roku igrzysk europejskich w Baku razem z koleżankami zdobyła srebrny medal w drużynie. Kilkukrotnie zdobywała też medale mistrzostw Europy, w tym złote drużynowo na mistrzostwach Europy w Zagrzebiu (2013) i mistrzostwach Europy w Toruniu (2016).